# Famiglie magnatizie fiorentine
Nel medioevo a Firenze, il termine magnate era usato, assieme a quello di grande o potente, per indicare il gruppo di individui che disponevano di notevoli risorse, ricchezze e proprietà, caratterizzati principalmente da una grande superiorità sociale e rappresentando la classe dirigente "de facto". Il concetto di nobiltà in quell'epoca era diverso da quello assunto in epoca moderna e la classe magnatizia era "de facto" la classe nobiliare. Essi erano così definiti se potevano inoltre vantare di discendere o essere dei cavalieri.

## Elenco
Le famiglie magnatizie, i Grandi di Firenze, fra città e contado, secondo le liste del 1295., divisi per sestieri
La lista dei Grandi, non era una lista bloccata, chiusa, al contrario nelle generazioni successive, altre famiglie accedettero a detto status e invece moltissime famiglie già Grandi, ottennero di farsi popolari. Questa era l'eccezione, ovvero l'escamotage che consentiva ai Grandi, accettando di mutare nome e stemma, oltre all'iscriversi ad un'Arte, di riottenere la pienezza dei diritti politici ed accedere alle Tre Maggiori Magistrature della Repubblica (ovvero al governo della stessa), il Priorato, i collegi dei XII Buonomini e dei XVI Gonfalonieri di Compagnia, altrimenti precluse per via degli Ordinamenti di Giano della Bella. Spesso le liste pubblicate, riportano solo i Magnati di città (è la prima lista stilata nel 1293), principalmente di nobiltà civica e non quelli di contado, quasi tutti di nobiltà feudale.

### Sesto d'Oltrarno
- Rossi
- Frescobaldi
- Nerli
- Mannelli

- Obriachi
- Mozzi
- Bardi
- Gangalandi o conti da Gangalandi

### Sesto S. Petri Scheradii
- Cavalcanti
- Uberti
- Malespini
- Galli
- Sichelmi
- Guidalotti
- Detisi
- Foraboschi
- Infangati
- Compiobbesi
- Fifanti e Bogolenfi

- Gherardini
- Amidei
- Bagnesi
- Sacchetti
- Da Lucardo
- Da Volognano
- Galigai
- Franzesi
- Ghiandoni
- Della Vitella
- Balsami

### Sesto di San Brancazio
- Lamberti
- Figlioli di Cosa Sizi
- Cipriani
- Tornaquinci
- Mazzinghi

- Pigli o Pilli
- Mascheroni
- Vecchietti
- Migliorelli

### Sesto di Borgo
- Bondelmonti
- Giandonati
- Soldanieri
- Scali
- Gualterotti
- Guidi

- Bostichi
- Gianfigliazzi
- Spini
- Corbizzi
- Scolari
- Cappiardi
- Petriboni

### Sesto di Porta del Duomo
- Della Tosa
- Arrigucci
- Alieri
- Da Castiglionchio

- Da Sommaia
- Caponsacchi
- Brunelleschi
- Strinati
- Agolanti

### Sesto di Por San Piero
- Adimari
- Orchi
- Tedaldini

- Donati
- Abati
- Pazzi
- Bisdomini

### Grandi del Contado d'Oltrarno
- Della Casa di Montespertoli
- De' figliuoli di Sinibaldo da Pulicciano e Bernardone coi figliuoli
- I conti da Certaldo
- I Milotti da Certaldo
- De' figliuoli di Buoncristiano da Certaldo
- De' Beci da Castiglion Fiorentino
- De' Bonaccolli da Empoli
- Conte Anselmo da Pontorme
- Di quelli di Petrio (f. Petroio) di Valdipesa
- Messer Gozza da Pogna e nipoti e figliuoli
- Figliuoli di Giuseppe da Pogna e consorti
- Figliuoli di Serraglio da Marcialla e di lor Casa
- De' Manetti e Albertini di Castelvecchio
- Della Casa di messer Poltrone da Carpello

### Del Sesto di San Piero Scheraggio in Contado
- Maso di messer Rinieri & filii domini Sinibaldi de' Benzi da Figline e ogni di loro
- Napoleone e fratelli di Manetti da Figline
- Messer Ubertino, Messer Neri, Messer Accerito, e Bertino Grosso da Gaville
- Mucio e fratelli di Messer Guido da Colle
- Ballera e fratelli di Messer Ubertino da Colle
- Bianci e messer Rinuccio da Monte Grossoli e gli altri della Casa
- Figliuoli di Rinuccio della Vacchereccia
- Figliuoli di Alberto da Castiglione
- Ugolino di Messer Jacopo da Vertina
- Messer Gualtieri, messer Rosso, messer Bernardo de' Rinaldini e lor consorti
- Messer Ciupo degli Squarcialupi
- Ciascuno degli Squarcialupi Guelfi e Ghibellini
- Pepi di Pepo dalla Torricella
- Currado di Guido dalla Torricella e fratelli e gli altri di lor Casa
- Albertaccio di Grossolo da Brolio
- Figliuoli di Bindo di messer Ugolino da Cacchiano
- Figliuoli di Jacopo di messer Ugolino da Cacchiano
- Figliuoli di Spinello di messer Ugolino da Cacchiano
- Figliuoli di messer Pepo da Radda
- Figliuoli di Spinello da Radda e nipoti
- Alberto e Messer Forziore da Selva e consorti
- Orlando di Rinieri da Castiglione
- Castra e Becco di messer Ubertino da Grino
- Guido di messer Ranuccino da Grignano
- Dino e Banco di messer Tancredi da Monte Rinaldi e ciascuno di lor Casa di ciascuna Parte
- Messer Marcovaldo di messer Guido de Monasteris da Monte Luco della Bernardinga e ciascuno di detta Casa
- Brandaglia di Gattolino da Montevarchi
- Bindo e Nuccio di messer Brandaglino da Montevarchi
- Messer Guglielmo da Ricasoli
- Figliuoli di Rinieri da Ricasoli

### Del Sesto di Borgo Contadini
- Bernardino e Niccolò degli Antellesi e consorti della Casa di Mugnana e Sezzata
- Cante di messer Gentile e figliuoli da Lucolena
- Figliuoli di messer Guido da Lucolena
- Della Casa di Guido Lamberti da Uzzano di Val di Greve
- Conte e messer Tancredi da Vicchio
- Della Casa de' figliuoli di Cozzo da Montagliari
- Figlioli di Rinaldo della Casa de' Gioci da Monteficalli
- Figlioli di ser Arrigo della Casa de' Gioci da Monteficalli

### Del Sesto di San Brancazio in Contado
- Messer Ormagio da Vinci del Greco e de' suoi messere Scolaio
- Puccio di messer Guido Torselli da Signa e i loro
- Pacino di messer Guido Torselli da Signa e i loro
- Cino di messer Guido Torselli da Signa e i loro
- Chello di messer Ugolino da Sommaia

### Del Sesto di Por San Piero in Contado
- I Pazzi di Valdarno guelfi e ghibellini
- Figliuoli di messer Braccio da Frondole
- Buschia dello Stiria e suoi figliuoli

### Del Sesto di Porta del Duomo in Contado
- Della Casa degli Ubaldini, della Pila, Montaccianico e Desenno
- Figliuoli e nipoti di messer Attaviano
- Rinieri e nipoti da Gagliano e degli Ubaldini
- Ciascuno d'Ascianello e da Villanova e Spugnole, eccetto messer Malviano
- Figliuoli di messer Ugo da Coldana
- Figliuoli di Guineldo da Barberino e da Latera e da Rezzano, ovvero Mortoiano
- Orlanduccio di messer Alberto e figliuoli da Lomena, ovvero da Vezzano, ovvero da Mortoiano
- Cattani e Lambardi da Sommaia
- Cattani e Lambardi dalla Querciola